# بنو علم الدين
بنو علم الدين أو آل علم الدين، كانت عشيرة درزية شغلت أو تنازعت في فترات متقطعة على الزعامة العليا للمناطق الدرزية في جبل لبنان في منافسة مع أُسر معن وشهاب في أواخر القرن السابع عشر وأوائل القرن الثامن عشر خلال فترة الحكم العثماني. يكتنف أصلهم الغموض مع وجود روايات مختلفة تدعي أو تقترح أنهم أسلاف تنوخ أو معن. مَثَل بنو علم الدين الزعماء التقليديين لحلف اليمانية وسط الدروز منذ أوائل القرن السابع عشر على الأقل، والذين واجهوا القبائل القيسية، بزعامة بني بُحتر التنوخيين، الزعماء التقليديين لمنطقة الغرب جنوب بيروت، بجانب المعنيين. قاد مظفر العنداري وهو زعيم محتمل لبني علم الدين، المعارضة الدرزية ضد زعيم المعنيين القوي فخر الدين الثاني حتى تم التصالح معه في 1623.
عُثر على أول ظهور مؤكد لبني علم الدين في السجلات التاريخية في 1633 إبان قيادة زعيمهم علي علم الدين، الذي عينه العثمانيون ليحل محل فخر الدين كجابي للضرائب والزعيم الأعلى للمناطق الدرزية. تمكن علي من سحق حلفاء معن البُحتوريين بعد فترة وجيزة. على الرغم من أنه خسر السيطرة على قضاء الشوف لصالح آل معن في 1636، فقد احتفظ بالسيادة على المناطق الدرزية المتبقية في الغرب والجرد والمتن حتى وفاته في 1660. وخلفه ولداه محمد ومنصور، اللذان خسرا السيادة على هذه الأقضية لصالح آل معن تحت حكم أحمد حفيد الأمير فخر الدين في 1667. رحل بنو علم الدين إلى دمشق أو حوران، وحاولوا دون جدوى، تحت حكم موسى ابن محمد، استعادة زعامة دروز جبل لبنان في 1693 و1698 و1711. وفي محاولتهم الأخيرة، هُزِموا وقتلوا على يد الشهابيين والقيسية في معركة عين دارة. رحل أفراد الأسرة الناجين إلى بعقلين في الشوف، بينما استقر بعضهم في حاصبيا في وادي التيم والسويداء في حوران وذلك قبل نهاية القرن الثامن عشر.

## أصولهم
لا أصول مؤكدة لبني علم الدين. اقترح المؤرخ كمال صليبي أن عشيرتهم ربما تنحدر من علم الدين سليمان، أحد زعماء آل معن الدرزية الذين ذكرهم المؤرخ الدرزي المحلي ابن سباط (المتوفي في 1521) كزعيم قبلي للشوف في 1518؛ وكان زعيم معن الآخر قرقماز بن يونس جد فخر الدين الثاني. يرى صليبي أن محو علم الدين سليمان من السجلات المحلية اللاحقة، وبالتحديد أعمال الخالدي الصفدي (ت. 1624) وإسطفان الدويهي (ت. 1704) كان نتيجة العلاقة الوثيقة لهؤلاء المؤرخين بأحفاد قرقماز المعنيين، الذين ربما سعوا إلى إفشال مطالبات آل علم الدين بالتنافس على الزعامة العليا للدروز التي يتمتع بها نسل قرقماز. وربما كان للمحفوظات المحلية في القرن التاسع عشر لحيدر الشهابي وطنوس الشدياق، والأول كان عضواً والثاني وكيلاً لأقارب معن وخلفائهم من الشهابيين، مصلحة مماثلة في محو الأصول المَعَنية المحتملة لبني علم الدين. مَثَل بنو علم الدين تحدياً خطيراً لزعامة الشهابيين العليا للدروز في جبل لبنان حتى نهايتهم في 1711.
تتبع الشدياق أصول علم الدين لغاية علم الدين سليمان بن غلاب، وهو زعيم تنوخي معين من قرية رامتون في الغرب عاش في القرن الرابع عشر، وهو الذي ذكره المؤرخ البحتري صالح بن يحيى (ت. 1435). على الرغم من قبول نسخة الشدياق من قبل المؤرخين هنري لامنس وفيليب حتي، فإن صليبي اعتبرها «مشوشة وغير مقنعة على الإطلاق.. ومجرد خيال». يرى بحث أجراه ألكسندر حوراني، استناداً إلى سجلات النسب الأرسالاني (سجلات النسب لعائلة أرسلان في الشويفات)، أن بنو علم الدين كانوا من نسل علم الدين معن بن معتب، سليل عبد الله بن النعمان بن مالك من إحدى بطون تنوخ؛ فيما كان الأرسلانيون من نسل رسلان بن مالك، عم عبد الله بن النعمان. يؤرخ السجل الأرسالاني وصول عائلتي علم الدين وأرسلان إلى جبل لبنان إلى أواخر القرن الثامن. وكان لآل علم الدين علاقات مصاهرة مع آل أرسلان، وكذلك مع آل بُحتر، وهم أيضاً من العشائر التنوخية. يعتبر المؤرخ ويليام هاريس أن نظرية صليبي عن نسب علم الدين إلى معن لا دليل عليها. ويشير إلى أن الأصل التنوخي المحتمل لعلم الدين منحهم سلطة تقليدية كافية للمطالبة بحقوق زعامة الدروز.

### مظفر العنداري زعيم الجرد
انتقل علم الدين من رمتون إلى عين دارة في الجرد خلال القرن السادس عشر. ذُكر مُقدم درزي معين (زعيم محلي) باسم علم الدين من المتن، وهي منطقة درزية تحد الجرد من الشمال، في الوثائق العثمانية على أنه سلم بنادقه وانشق لصالح العثمانيين خلال حملتهم في 1585 ضد قرقماز معن ومحاربيه الدروز. من المرجح أن الشيخ مظفر العنداري، الزعيم القبلي البارز للجرد في أوائل القرن السابع عشر، كان من آل علم الدين. ويشير حوراني إلى أنه «يطابق على ما يبدو» مُظفر بن صلاح الدين يوسف بن زهر الدين حسين بن نور الدين إسحاق علم الدين، المذكور في السجل الأرسالاني باعتباره صهر أحد الزعماء الأرسلانيين.
كان مظفر من بين الخصوم الدروز الأوائل لفخر الدين، سنجق بكي صيدا-بيروت وصفد وزعيم معن القوي. حيث قدم مساعدة عسكرية بارزة لجيش والي دمشق حافظ أحمد باشا وآل سيفا أثناء غزوهم للشوف التي كان آل معن يسيطرون عليها في 1613. أحرق مظفر وحسين سيفا ونهبو عدة قرى في الشوف، لكن حافظ أحمد باشا منعهما من استكمال حرق عقر المعنيين بدير القمر. وفر فخر الدين إلى أوروبا على إثر ذلك، وظل هناك لمدة خمس سنوات. وفي تلك السنة، نقل مظفر ضرائب الأراضي الزراعية في الجرد وكسروان والمتن والغرب والشحار، والتي كانت جميعها في السابق مملوكة لفخر الدين أو وكلائه. وتولى التزامها في 1614. وبحسب صليبي، كان الشيخ مظفر يقود فرع اليمنية، المؤلف من آل أرسلان بقيادة محمد بن جمال الدين وشيوخ عائلة الصواف الدرزية في الشبانية في المتن. وقفت اليمنية في مواجهة القيسية بقيادة البُحتريين والمعنيين.
استرجع المعنيون حظوة العثمانيين بحلول 1616 واستخدموا هذا الزخم لمواجهة خصومهم الدروز. هُزم مظفر والصواف وابن محمد بن جمال الدين، المدعومين من آل سيفا، على يد المعنيين بقيادة علي ابن فخر الدين وشقيقه يونس في اشتباكات 4 أغسطس في النعيمة بالقرب من بيروت، وعبيه في الغرب، وأغميد، وعين داره، وكلاهما في الجرد. عاد فخر الدين في 1618 وشن هجوماً على آل سيفا، الذين لجأ إليهم مظفر بعد هزائم 1616. وكان متحصناً في قلعة الحصن مع يوسف سيفا عندما حاصر فخر الدين القلعة في 1619. تصالح مظفر مع فخر الدين في ديسمبر 1619/ يناير 1620 وعينه زعيماً تابعاً له في الجرد. بحسب خالدي، كان سبب إعادة فخر الدين لمظفر إلى الجرد هو أن مظفر «كان في الأصل من هناك وكان أسلافه ولاة عليها منذ فترة طويلة». وقد انضم إلى تحالف فخر الدين في معركة عنجر الكبرى في 1623، والتي هُزم فيها والي دمشق وأُسر.

## كبار زعمائهم الدروز

### زعامة علي
كان أول ذكر لعلي علم الدين في المصادر على يد الدويهي في 1633. ويشير الدويهي إلى أن علي كان زعيم فصيل اليمنية من الدروز (معارضي فصيل القيسية الذي ترأسه عشيرتا تنوخ ومعن). وقد عينه العثمانيين في ذلك العام محل فخر الدين المعني كملتزم (جابي ضرائب) لجبل الدروز، أي المناطق ذات الأغلبية الدرزية في الشوف والغرب والجرد والمتن في جنوب جبل لبنان. وكان فخر الدين قد أُسر في حملة عسكرية عثمانية وسجن في القسطنطينية. شرع علي بعد فترة وجيزة في قتل حلفاء فخر الدين، وزعماء تنوخ في عبيه في الغرب مثل، يحيى العقيل، وسيف الدين، وناصر الدين، ومحمود، وأطفالهم الثلاثة الصغار، وبالتالي إبادة عشيرة تنوخ. وعين ملحم المعني ابن أخ فخر الدين، زعماء دروز من القيسية محلهم، وقاد المعارضة لعلي واليمنية.
دعم علي وحليفه الدرزي زين الدين الصواف علي سيفا في صراعه للسيطرة على طرابلس من عمه عساف سيفا في 1635. وعلى الرغم من النجاحات الأولية التي شهدت استعادة علي سيفا السيطرة على مدينة طرابلس وجبيل والبترون، خاض الحلفاء قتالاً دموياً غير حاسماً مع عساف قبل طردهم من إيالة طرابلس في 1636. شن عساف وإنكشارية دمشق هجوماً في وقت لاحق من ذلك العام ضد علي علم الدين لدعمه علي سيفا وفشله في دفع الضرائب المستحقة من مزارعه الضريبية في جبل لبنان. طرد الدروز القيسيين علي علم الدين وعلي سيفا من جنوب جبل لبنان بعد ذلك، وتحصن كلاهما في قلعة عرقة بالقرب من طرابلس. وهناك هزمهما عساف والإنكشارية الدمشقية مجدداً. ومع ذلك، وبعد هزيمتهما، تصالح علي سيفا وعساف بوساطة قبيلة آل الفضل، ثم اصطحب سيفا وعساف علي إلى بيروت ليباشر منصبه القيادي.
كان ملحم قد سيطر على الشوف بحلول 1636، ومع ذلك، احتفظ علي بزعامة القبائل على الغرب والجرد والمتن. واصل علي سيطرته على هذه المناطق حتى وقت وفاة ملحم في 1658، وفي ذلك الوقت توسعت مزارع ملحم الضريبية إلى سنجق صفد (مثل الجليل وجبل عامل) والبترون. وخلف ملحم في مزارعه الضريبية وزعامة القيسية ابنه أحمد.

### زعامة محمد
توفي علي في 1660 وخلفه ولداه محمد ومنصور. أصبح الأول الزعيم الأكبر لجبل لبنان الجنوبي الذي يهيمن عليه الدروز في 1662. وفي العام التالي هزم المنصور قوة قيسية درزية في أدما. في عام 1667، هزم أحمد المعني آل علم الدين في معركة خارج بيروت واستولى على مناطقهم عبر المناطق الدرزية وكسروان. استقر زعماء آل علم الدين في دمشق بعد هزيمتهم في 1667، ولم يعودوا نشطين سياسياً في جبل لبنان.
استولى محمد على الالتزام في قرية حبران بالقرب من السويداء الحديثة في حوران في 1669-1671، وفقاً لسجلات الضرائب العثمانية. يقول التراث الشفهي الدرزي في حوران المسجل في القرن العشرين أن زعماء علم الدين قادوا مائتي رجل وعائلاتهم من جبل لبنان لاستيطان حوران في 1685، وهي أول موجة كبيرة من هجرة الدروز إلى المنطقة.

### محاولات العودة والزوال في عهد موسى

خريطة سوريا ولبنان، وضعها رسام الخرائط الهولندي يوهانس يانسونيوس حوالي 1660 وتُظهر بعض الإيالات البارزة في لبنان كصور وصيدا وطرابلس.

وفقاً لتاريخ الدويهي، نجح موسى، ابن محمد، في تقديم التماس إلى الباب العالي في القسطنطينية في 1693، لتكوين لجنة لإقصاء أحمد المعني واستبداله. وأجبر أحمد على الخروج من دير القمر، بدعم من العثمانيين. ولكن بعد فترة وجيزة انسحب موسى إلى دمشق وأُعيد أحمد إلى منصبه. أقر فرمان من الباب العالي بتاريخ يونيو 1694 ومايو 1695 تعيين «الأمير الوجيه موسى علم الدين» ليحل محل أحمد في أراضي الالتزام الخاصة بالأخير. أشار فرمان آخر في يونيو 1695، إلى أن موسى فر من مناطقه في جبل لبنان بينما كان يجمع الضرائب بسبب هجمات آل معن وأقاربهم غير الدروز، من الشهابيين في وادي التيم. أمر الفرمان سنجق بكي إيالة صيدا بإعادة موسى إلى منصبه وقمع آل معن والشهابيين.
توفي أحمد في 1697 بلا ذرية من الذكور. فورث زعامته الشهابيون، أقاربه غير الدروز في وادي التيم. ولما توفى أحمد، حاول موسى مرة أخرى استبدال خليفته، بشير الأول الشهابي، بفرمان من الباب العالي، لكن العثمانيين رفضوا طلبه. ثار دروز جبل لبنان بقيادة محمود أبي هرموش من السمقانية ضد حيدر الشهابي، خليفة بشير وابن عمه، في 1709-1711. عاد موسى إلى جبل لبنان مع أقاربه وأنصاره لقيادة الثورة ومحاولة الاستيلاء على الزعامة العليا للدروز في جبل لبنان، بدعم أبي هرموش. هزم الشهابيون وأنصارهم القيسيين علم الدين واليمانيين في معركة عين دارة في 1711، والتي انتهت بمقتل موسى وستة آخرين من زعماء بني علم الدين. عجلت هزيمتهم بهجرة جماعية للدروز اليمانيين إلى حوران. هناك، خلف آل علم الدين شركائهم، آل حمدان، كزعماء للدروز.
ورغم الإجماع العام بين المؤرخين أن آل علم الدين قد أُبيدوا في معركة عين دارة، إلا أن قاموس سامي سويد التاريخي للدروز يشير إلى أن أفراد آل علم الدين الباقين على قيد الحياة فروا إلى بعقلين في الشوف، وانتقل عدد منهم من هناك إلى حاصبيا في وادي التيم. وبحلول نهاية القرن الثامن عشر، انتقل جزء من آل علم الدين إلى السويداء. يشير قاموس سويد إلى أن أفراد العشيرة يعيشون أيضاً في الوقت الحاضر في الأردن وأوروبا وأستراليا والأمريكتين.

### فهرس المراجع
1. ↑  Salibi 1973، صفحات 281–282, 284.
2. ↑  Salibi 1973، صفحات 286–287.
3. 1 2  Salibi 1973، صفحة 286, note 2.
4. ↑  Hourani 2010، صفحات 948, 950.
5. 1 2  Hourani 2010، صفحة 950.
6. ↑  Harris 2012، صفحة 116.
7. ↑  Abu-Husayn 2004، صفحات 9, 13, 178.
8. ↑  Harris 2012، صفحة 101.
9. 1 2  Hourani 2010، صفحة 951.
10. ↑  Abu-Husayn 1985، صفحة 36.
11. ↑  Abu-Husayn 1985، صفحات 28–29, 75.
12. 1 2 3 4 5 6 7 8 9  Salibi 1973، صفحة 283.
13. ↑  Abu-Husayn 1985، صفحة 40.
14. ↑  Abu-Husayn 1985، صفحة 44.
15. ↑  Abu-Husayn 1985، صفحة 53.
16. ↑  Abu-Husayn 1985، صفحات 73, 75.
17. ↑  Abu-Husayn 1985، صفحة 117.
18. ↑  Salibi 1973، صفحات 272, 282.
19. ↑  Salibi 1973، صفحة 282.
20. ↑  Abu-Husayn 1985، صفحة 57.
21. ↑  Abu-Husayn 1985، صفحات 57–58.
22. 1 2  Abu-Husayn 1985، صفحة 58.
23. ↑  Hourani 2010، صفحة 954.
24. ↑  Hourani 2010، صفحة 953.
25. ↑  Firro 1992، صفحات 36–37.
26. ↑  Abu-Husayn 2004، صفحات 44, 48.
27. ↑  Abu-Husayn 2004، صفحة 59.
28. ↑  Harris 2012، صفحة 115.
29. ↑  Firro 1992، صفحة 40.
30. ↑  Swayd 2015، صفحة 38.

### المعلومات الكاملة للمراجع
- Abu-Husayn، Abdul-Rahim (1985). Provincial Leaderships in Syria, 1575–1650. Beirut: American University of Beirut. ISBN:9780815660729. مؤرشف من الأصل في 2023-09-16.
- Abu-Husayn، Abdul-Rahim (2004). The View from Istanbul: Lebanon and the Druze Emirate in the Ottoman Chancery Documents, 1546–1711. Oxford and New York: The Centre for Lebanese Studies and I. B. Tauris. ISBN:1-86064-856-8.
- Firro، Kais (1992). A History of the Druzes. Leiden: Brill. ISBN:90-04-09437-7. مؤرشف من الأصل في 2023-04-07.
- Harris، William (2012). Lebanon: A History, 600–2011. New York: Oxford University Press. ISBN:978-0-19-518-111-1. مؤرشف من الأصل في 2023-09-16.
- Hourani، Alexander (2010). New Documents on the History of Mount Lebanon and Arabistan in the 10th and 11th Centuries H. Beirut.{{استشهاد بكتاب}}:  صيانة الاستشهاد: مكان بدون ناشر (link)
- Salibi، Kamal S. (يوليو 1973). "The Secret of the House of Ma'n". International Journal of Middle East Studies. ج. 4 ع. 3: 272–287. DOI:10.1017/S0020743800031469. JSTOR:162160. S2CID:163020137. مؤرشف من الأصل في 2022-12-26.
- Swayd، Sami (2015). Historical Dictionary of the Druzes (ط. Second). Lanham, Maryland: Rowman and Littlefield. ISBN:978-1-4422-4616-4. مؤرشف من الأصل في 2020-07-02.

## وصلات خارجية
- آل علم الدين